# 鳳梧洞戰役 (電影)
是一部2019年上映的韓國歷史戰爭片，講述1920年發生的鳳梧洞戰役，由《諜影殺機》《殺人者的記憶法》的導演元信延執導，柳海真、柳俊烈、赵宇镇主演，2019年8月7日在韓國上映。

## 劇情概要
该片描述了1920年，在日本统治下的韩国，韩国独立军的黄海哲(柳海真)和他的部下狙击手炳久（赵宇镇）等人在上海为韩国临时政府送钱的行动。在行动中，黄海哲以自杀式的任务为诱饵，将大将（北村一輝)和少尉（池內博之）率领的日军诱骗到奉国洞，在行动中与年轻的班长李長河（柳俊烈）重逢。

## 演員陣容

### 主要人物
- 柳海真 飾演 黃海哲
- 柳俊烈 飾演 李長河
- 赵宇镇 飾演 馬炳久

### 其他人物
- 北村一輝 飾演 安川次郎
- 池內博之 飾演 草薙
- 朴智焕 飾演 荒吉茂
- 崔有華 飾演 林智賢
- 成宥彬 飾演 狗屎兒
- 李在仁 飾演 春姬
- 醍醐虎汰朗 飾演 由纪夫
- 元風延 飾演 李鎮尚
- 梁玄敏 飾演 臭嘴
- 洪尚杓 飾演 載秀
- 元鎮 飾演 吉山
- 鄭微南 飾演 海哲的部下
- 李大光 飾演 海哲的部下
- 朴野性 飾演 海哲的部下
- 洪鎮基 飾演 長河的炮手
- 金圭白 飾演 獨立軍
- 李東勇 飾演 將軍
- 高旻示 飾演 花子
- 金哲允 飾演 獨立軍徵兵隊員
- 尹炳熙 飾演 避難村民
- 沈昭英 飾演 中國的巫婆
- 郭振錫 飾演 老虎的替身
- 李寬勳 飾演 偵察騎兵
- 金泰俊 飾演 越江騎馬隊
- 鄭東根 飾演 南洋防衛大君組
- 金大建 飾演 南洋防衛大臣參兵司

### 特別出演
- 崔岷植 飾演 洪範圖
- 朴喜洵 飾演 獨立軍專家

## 奖项荣誉
| 年份   | 颁奖礼                    | 奖项         | 入围者         | 结果 |
| ------ | ------------------------- | ------------ | -------------- | ---- |
| 2019年 | 第6届韓國電影製作人協會獎 | 最佳摄影     | 金英浩         | 獲獎 |
| 2019年 | 第6届韓國電影製作人協會獎 | 最佳音响设计 | 孔泰元         | 獲獎 |
| 2020年 | 第25届春史國際電影節      | 最佳导演     | 元信延         | 獲獎 |
| 2020年 | 第25届春史國際電影節      | 最佳技术     | 金英浩（摄影） | 獲獎 |
| 2020年 | 第56屆大鐘獎              | 最佳导演     | 元信延         | 獲獎 |

## 外部連結
- Daum上《鳳梧洞戰役》的資料

- 韩国电影数据库（KMDb）上《鳳梧洞戰役》的資料
- 互联网电影数据库（IMDb）上《鳳梧洞戰役》的资料（英文）
- 豆瓣电影上《鳳梧洞戰役》的資料 （简体中文）